# Psychopsis barnardi
Psychopsis barnardi är en insektsart som beskrevs av Robert John Tillyard 1925.
Psychopsis barnardi ingår i släktet Psychopsis och familjen Psychopsidae. Inga underarter finns listade i Catalogue of Life.